# 후고 모이러
후고 모이러(Hugo Meurer: 1869년 5월 28일 - 1960년 1월 4일)는 독일의 해군 군인이다. 독일 제국해군에서 부제독(2성장군)까지 지냈다. 모이러는 제1차 세계 대전이 종료될 때 독일 해군의 항복 교섭을 담당한 독일측 장교였다.

## 생애
케른텐주의 Sallach에서 태어났다. 1886년 4월 16일 독일 황립해군에 참가했다.
1960년 Kiel에서 사망했으며 Nordfriedhof에 묻혔다.